# Agriogomphus jessei
Agriogomphus jessei – gatunek ważki z rodziny gadziogłówkowatych (Gomphidae). Występuje na terenie Ameryki Południowej.